# Książęta Aosty

Herb książąt Aosty

Książę Aosty – tytuł utworzony przez króla Włoch Wiktora Emanuela II w 1873 dla jego syna Amadeusza, byłego króla Hiszpanii. Jego linia utrzymała ten tytuł.
Każdy książę Aosty nosi również tytuły:
- książę della Cisterna e di Belriguardo (od 1890 roku),
- markiz di Voghera,
- hrabia di Ponderano.

## Książęta Aosty
- 1873–1890: Amadeusz I (1870–1873 król Hiszpanii)
- 1890–1931: Emanuel I (1926–1931 Marszałek Włoch)
- 1931–1942: Amadeusz II
- 1942–1948: Aimone I (1941–1943 król Chorwacji, jako Tomisław II)
- 1948–2021: Amadeusz III
- od 2021: Aimone II

Następcą Aimone'a II jest Humbert, książę Apulii.